# Nikolaus Rhodokanakis
Nikolaus Rhodokanakis (Alessandria d'Egitto, 8 aprile 1876 – Graz, 30 dicembre 1945) è stato un orientalista austriaco di origine greca.
Specialista delle civiltà sudarabiche, Rhodokanakis studiò all'Università di Vienna, specializzandosi in semitistica per diventarvi nel 1904 Libero docente.
Nel 1903 e nel 1904 effettuò soggiorni nell'Impero ottomano e in Egitto, per studiare nell'Università di Costantinopoli e in quella del Cairo le lingue sudarabiche.

## Opere scelte
Tra le sue numerose opere si possono ricordare:
- Die äthiopischen Handschriften der k. k. Hofbibliothek zu Wien, Vienna, In Kommission bei A. Hölder, 1906.
- Der volgärarabische dialekt im Dofâr (Zfâr), Vienna, A. Hölder, 1908-1911.
- Studien zur Lexicographie u. Grammatik des Altsüdarabischen, Vienna, 1931.
- Die Inschriften an der Mauer von Koḥlān-Timnaʿ, Vienna, Akademie der Wissenschaften in Wien, Philosophische-historische Klasse, Sitzungsberichte, 200 Band, 2. Abhandlung.